# Charles-Louis Félix de Tassy
Charles-Louis Félix de Tassy est un chirurgien français né au XVIIe siècle.
Fils de Charles-François Félix, il succède à son père, après Jacob Crétac et Jean Pontier, comme premier chirurgien du roi Louis XIV.
Un portrait de Charles-Louis Félix de Tassy, peint par Hyacinthe Rigaud date de 1685 (Catalogue des œuvres de Hyacinthe Rigaud).